# Neptis integra
Neptis integra är en fjärilsart som beskrevs av Eltringham 1922. Neptis integra ingår i släktet Neptis och familjen praktfjärilar. Inga underarter finns listade i Catalogue of Life.